# Coogan's Bluff
Coogan's Bluff (br: Meu nome é Coogan, pt: A pele de um malandro) é um filme norte-americano de 1968 do gênero policial, dirigido por Don Siegel.  É um dos cinco filmes da bem-sucedida parceria do diretor com o astro Clint Eastwood. 

## Elenco
- Clint Eastwood .... Walt Coogan
- Lee J. Cobb .... Ten. McElroy
- Susan Clark .... Julie Roth
- Tisha Sterling .... Linny Raven
- Don Stroud .... James Ringerman
- Betty Field .... Ellen Ringerman
- Melodie Johnson .... Millie
- James Edwards .... Sgt. Wallace
- Marjorie Bennett .... Sra. Fowler

## Sinopse
O filme mostra a perseguição de Walt Coogan, um xerife do Arizona, ao assassino James Ringerman, que escapou de sua jurisdição e fugiu para Nova Iorque. No entanto, o ambiente urbano não muda os métodos do xerife, que continua a agir como caubói em meio ao caos da cidade grande.